# 惊蛰
- 立春
- 雨水
- 惊蛰
- 春分
- 清明
- 谷雨
- 立夏
- 小满
- 芒种
- 夏至
- 小暑
- 大暑
- 立秋
- 处暑
- 白露
- 秋分
- 寒露
- 霜降
- 立冬
- 小雪
- 大雪
- 冬至
- 小寒
- 大寒

| 歲   | 開始             | 結束             |
| ---- | ---------------- | ---------------- |
| 辛巳 | 2001-03-05 12:32 | 2001-03-20 13:30 |
| 壬午 | 2002-03-05 18:27 | 2002-03-20 19:16 |
| 癸未 | 2003-03-06 00:04 | 2003-03-21 00:59 |
| 甲申 | 2004-03-05 05:55 | 2004-03-20 06:48 |
| 乙酉 | 2005-03-05 11:45 | 2005-03-20 12:33 |
| 丙戌 | 2006-03-05 17:28 | 2006-03-20 18:25 |
| 丁亥 | 2007-03-05 23:18 | 2007-03-21 00:07 |
| 戊子 | 2008-03-05 04:58 | 2008-03-20 05:48 |
| 己丑 | 2009-03-05 10:47 | 2009-03-20 11:43 |
| 庚寅 | 2010-03-05 16:46 | 2010-03-20 17:32 |
| 辛卯 | 2011-03-05 22:29 | 2011-03-20 23:20 |
| 壬辰 | 2012-03-05 04:21 | 2012-03-20 05:14 |
| 癸巳 | 2013-03-05 10:14 | 2013-03-20 11:01 |
| 甲午 | 2014-03-05 16:02 | 2014-03-20 16:57 |
| 乙未 | 2015-03-05 21:55 | 2015-03-20 22:45 |
| 丙申 | 2016-03-05 03:43 | 2016-03-20 04:30 |
| 丁酉 | 2017-03-05 09:32 | 2017-03-20 10:28 |
| 戊戌 | 2018-03-05 15:28 | 2018-03-20 16:15 |
| 己亥 | 2019-03-05 21:09 | 2019-03-20 21:58 |
| 庚子 | 2020-03-05 02:56 | 2020-03-20 03:49 |
| 辛丑 | 2021-03-05 08:53 | 2021-03-20 09:37 |
| 壬寅 | 2022-03-05 14:43 | 2022-03-20 15:33 |
| 癸卯 | 2023-03-05 20:36 | 2023-03-20 21:24 |
| 甲辰 | 2024-03-05 02:23 | 2024-03-20 03:06 |

數據來源：噴氣推進實驗室線上曆書系統
惊蛰，是中国传统二十四節氣中第三個節氣，指太陽到達黃經345°時，斗指甲，在公曆每年3月5日或3月6日。
動物昆蟲自入冬以來即藏伏土中，不飲不食，稱為「蟄」；到了这时天气转暖，大地春雷，而「驚蟄」即上天以打雷方式驚醒蟄居動物的冬眠。这时中国大部分地区进入春耕季节。

## 名称
该节气在历史上原本被称为「啟蟄」，本意為蟄蟲開始活動。《夏小正》曰：「正月啟蟄」。在现在的汉字文化圈中，日本仍然使用「啟蟄」这个名称。
漢朝第六代皇帝漢景帝的諱為「啟」，為了避諱而將「啟」改為當時發音不同但略近的「驚」字。但因為意思從「開始」變成了「驚醒」，時序略有不合，因此孟春正月的驚蟄与仲春二月節的「雨水」的順序也被置换。同樣的，「穀雨」与「清明」的順次也被置换。
- 漢初以前　立春 ⇒ 啟蟄 ⇒ 雨水 ⇒ 春分 ⇒ 穀雨 ⇒ 清明
- 漢景帝代　立春 ⇒ 雨水 ⇒ 驚蟄 ⇒ 春分 ⇒ 清明 ⇒ 穀雨

唐朝以後，「啟」字的避諱已無必要，「啟蟄」的名稱又重新被使用。但或久習舊例，大衍曆仍使用了「驚蟄」一詞，并沿用至今。日本与中国一样，在歷代的具注曆中使用「驚蟄」。後來，日本也採用了大衍曆与宣明曆。「啟蟄」的名稱在日本的使用始于貞享改曆的時候。

## 时间
可利用NASA的喷气推进实验室线上历书系统 （页面存档备份，存于）来计算每年太阳到达视黄经345°即惊蛰点位置时的精确时间（精确到秒），而不用查万年历，因为万年历中有关二十四节气的交节时间很可能不準确。

## 物候
- 桃始華：桃，果名，花色紅，是月始開。
- 倉庚鳴：庚，亦作鶊，黃鸝也。《詩》所謂「有鳴倉庚」是也。
  - 《章龜經》曰：「倉，清也；庚，新也。感春陽清新之氣而初出，故名。」其名最多。
  - 《詩》曰「黃鳥」，齊人謂之「搏黍」，又謂之「黃袍」，僧家謂之「金衣公子」，其色黧黑而黃，又名鵹黃，諺曰：「黃栗留黃鶯」，鶯兒皆一種也。
- 鷹化為鳩：鷹，鷙鳥也，鷂鸇之屬；鳩，即今之布穀。
  - 《章龜經》曰：「仲春之時，林木茂盛，又喙尚柔，不能捕鳥，瞪目忍饑，如痴而化，故名曰鳲鳩。」
  - 《王制》曰：「鳩化為鷹，秋時也。」此言鷹化為鳩，春時也。以生育肅殺氣盛，故鷙鳥感之而變耳。
  - 孔氏曰：「化者，反歸舊形之謂。」故鷹化為鳩，鳩復化為鷹，如田鼠化為鴽，則鴽又化為田鼠。
  - 若「腐草為螢」，「雉為蜃」，「爵為蛤」，皆不言化，是不再複本形者也。

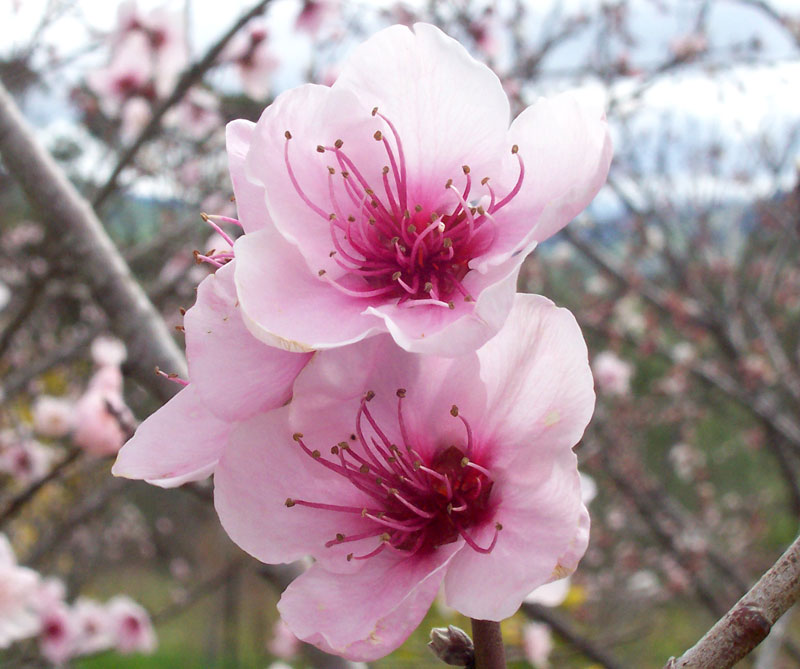
桃始華

## 民間習俗
- 在香港，驚蟄傳統上是「打小人」的日子，其中在銅鑼灣的鵝頸橋最多人打小人。

## 外部連結
- 驚蟄（國曆3月5或6或7日）(農委會)